# Cadphises moorei
Cadphises moorei is een vlinder uit de familie van de bloeddrupjes (Zygaenidae). De wetenschappelijke naam van de soort is voor het eerst geldig gepubliceerd in 1875 door Arthur Gardiner Butler.  De vlinder komt voor in India (Darjeeling). De soort is genoemd naar Frederic Moore, de auteur van het geslacht Cadphises.